# Tűkötés

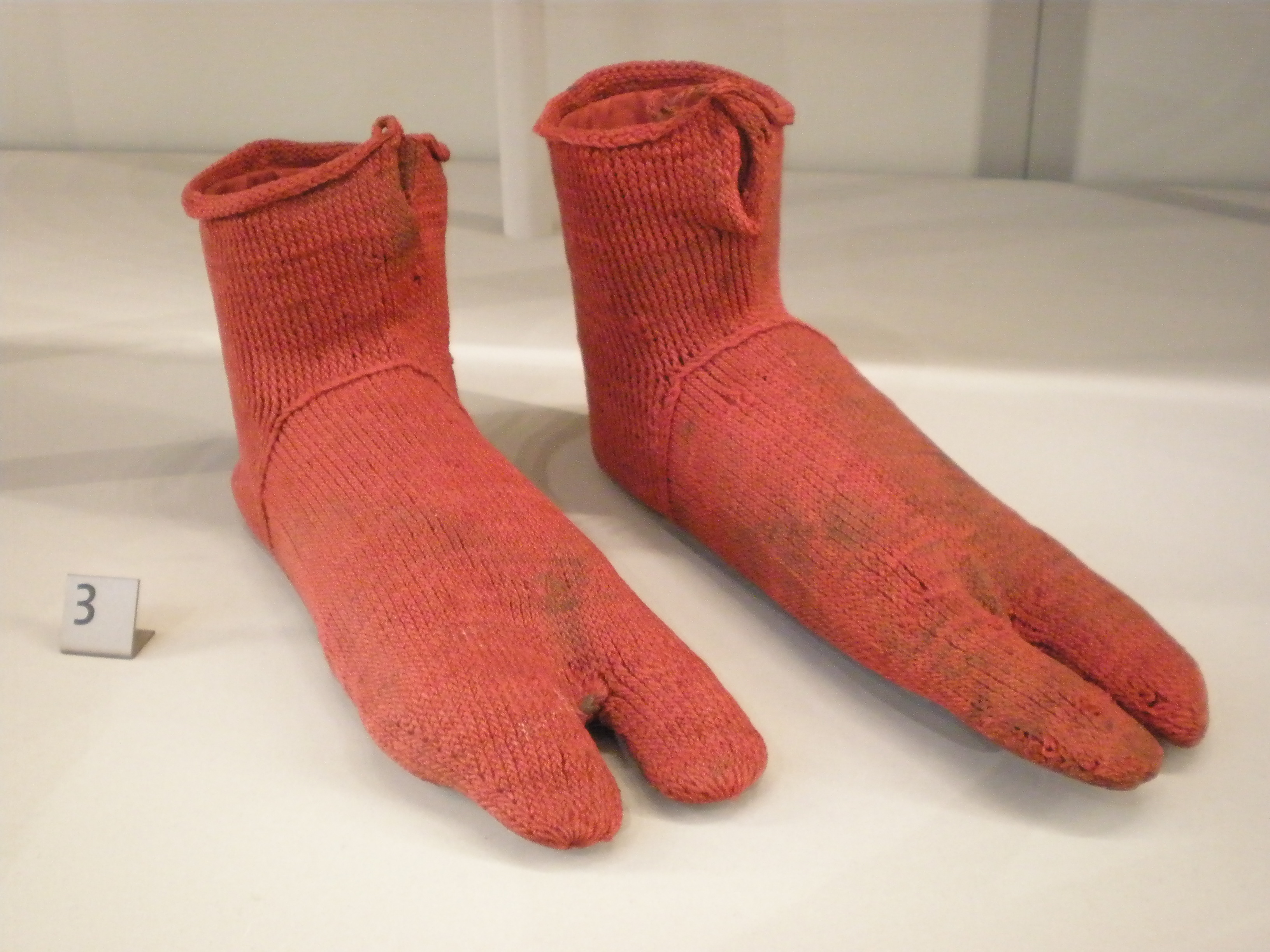
Tűkötéses zoknik a kopt Egyiptomból (i. sz. 300–500)

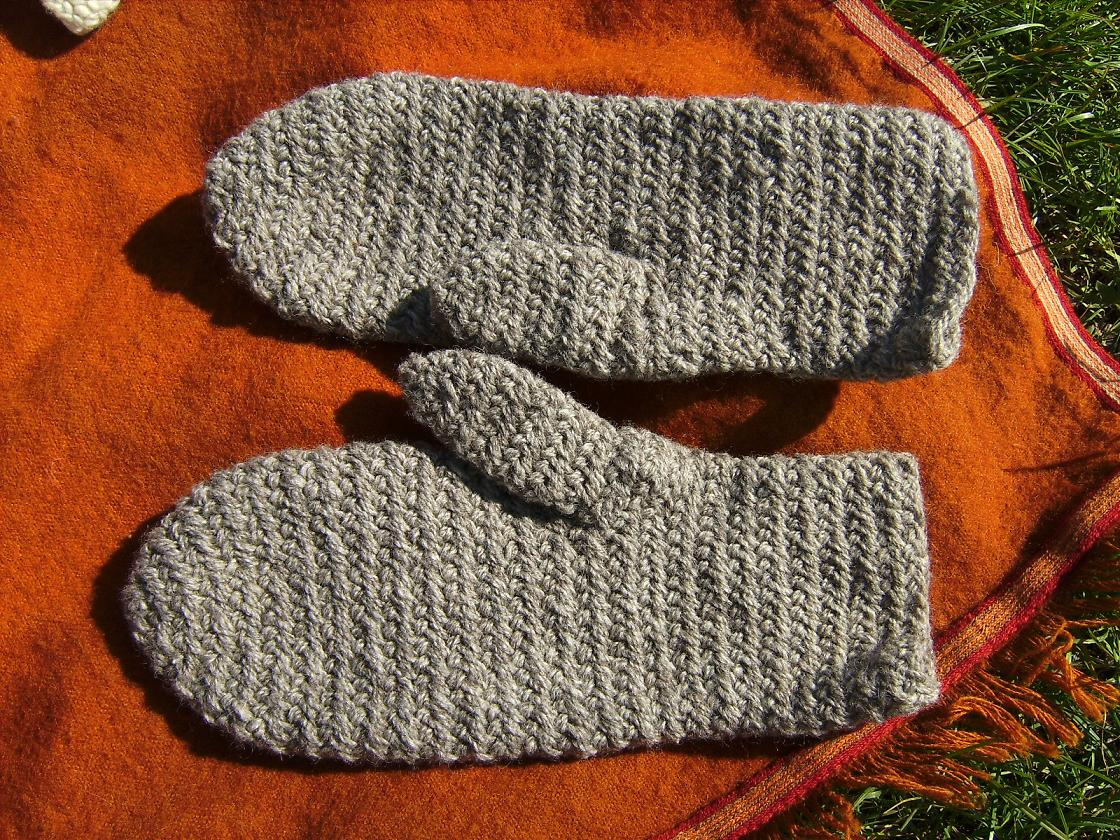
Tűkötött egyujjas kesztyű

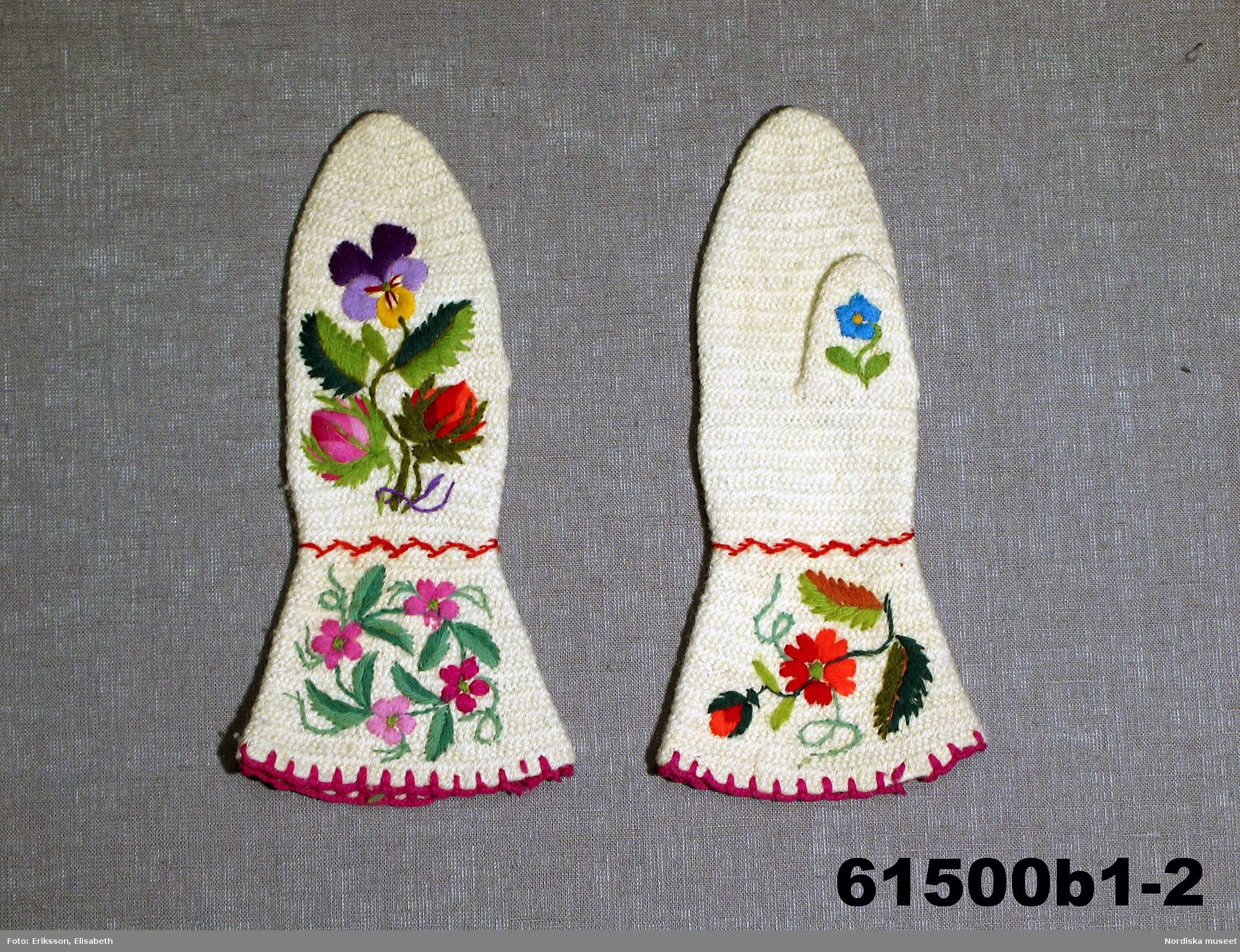
Svédi hímzett, tűkötéssel készült egyujjas kesztyűk a 19. század végéből

A tűkötés (dán nevén: nålebinding) egy textilkészítési technika, amely hasonló, de régibb, mint a kötés és a horgolás. Abban különbözik tőlük, hogy a fonalat át kell húzni az előző sor hurkain. Szemben a kötéssel, itt nincs egy folytonos fonal, amit könnyű kibontani. Mivel a szabad véget mindig át kell húzni a hurkokon, azért itt a fonal nem fejthető le egy gombolyagról, hanem azt fel kell darabolni olyan hosszú darabokra, hogy a tűkötő kényelmesen át tudja húzni a szabad véget. A kész textília mintázata hasonlít a kötéshez; emiatt a régészeti leletek behatóbb elemzése nélkül nem dönthető el, hogy melyik technikával készültek.
Peru Camisea régiójában a Nanti törzs asszonyai még ma is használják ezt a módszert, például karkötők létrehozására. A technika népszerű még Skandináviában és a Balkánon is.

## Története
A technika a világ majdnem minden kultúrájában megjelent.
A legrégibb ismert, tűkötéssel készült darabot Izraelben találták, a Nehal Hemar barlangban, és i.e. 6500 táján készítették. Egy másik korai lelet egy dán kőkorszaki faluból származik. A felhasznált fonalat hársfarostokból fonták az Ertebølle korszakban, i. e. 4200 körül.

A korai leletek közé tartozik még egy színes mintázatú 4. századi kopt keresztény szandál, illetve a  Paracas és Nazca kultúrák által készített kalapok és sálak, az i. e. 300 és az i. sz. 300 közötti időből.
Német területeken az 1550-es évekig elterjedt technika volt a tűkötés; akkoriban azonban a kötés (amit akkoriban már 300 éve műveltek a tűkötéssel párhuzamosan) majdnem teljesen kiszorította.
A történelmi tűk fából, csontból vagy agancsból készültek. Modern tűk készülnek műanyagból is. Laposak; hosszuk 8–12 cm.
A történelmi darabokat gyakran félreismerik, és hibásan kötésként határozzák meg a technikájukat, mivel a tűkötés, különösen a kopt hurok hasonló mintázatot hagy a kész textílián, mint a kötés. Gyakran textiltörténész bevonása is szükséges, aki nagyítóval és centiméterről centiméterre követi a fonal útját a termékben. Ehhez ismerni kell a kétféle technika által előállított szerkezetet, illetve kideríteni, hogy milyen hosszú fonalat használtak fel hozzá.
A vikingek 793–1066 között széles körben használták a módszert, mielőtt még ismerték volna a kötést és a horgolást. Hatékony módszernek bizonyult számukra erős, tartós ruházat előállítására.
A történelmi darabokban azért is nehéz felismerni, hogy több, legfeljebb kétméteres fonaldarab kapcsolódik össze, mivel a fonaldarabokat a végeiket benedvesítve összesodorták, azt a benyomást keltve, hogy egyetlen, hosszú fonalról van szó. Többnyire kesztyűk, zoknik, sapkák, tejszűrők készültek ezzel a módszerrel, azonban akadnak kabát- és ingszerű darabok is.
A "nålebinding" szót az 1970-es években vezették be. Azelőtt ugyanúgy nevezték, mint a horgolást.
Egy ismert tűkötéssel készült darab a 'Coppergate sock', ami York Coppergat
3e területén, egy ásatáson került elő. Ahogy több, közelben előkerült ruházati cikken, úgy ezen a gyapjúzoknin is viking befolyás látható: egy olyan technika, ami korábban ismeretlen volt a területen.
Ez a technika Észak-Európa egyes területein az 1950-es évekig használatos volt, aztán a textilipar hatására majdnem eltűnt. Azóta újra felélénkült iránta az érdeklődés a textiltörténészek, régészek és  kézimunkázók körében, így mára egzotikus, ám ápolt hagyománnyá vált, különösen Finnországban. A múzeumok sok leletet őriznek, és a történelmi ruhadarabok mellett még modern ruházati cikkek is készülnek.
Az Instituts für den Wissenschaftlichen Film készített egy tudományos dokumentumfilmet Arnold Lühning kommentárjaival. A filmen látható a 90 éves Altbauern A. Meyer Schleswig-Holsteinből, aki a technikát 1820-ban született nagyapjától tanulta. A film bemutatja, hogy az idős férfi hogyan készít kesztyűt tűkötéssel.

## Technikája

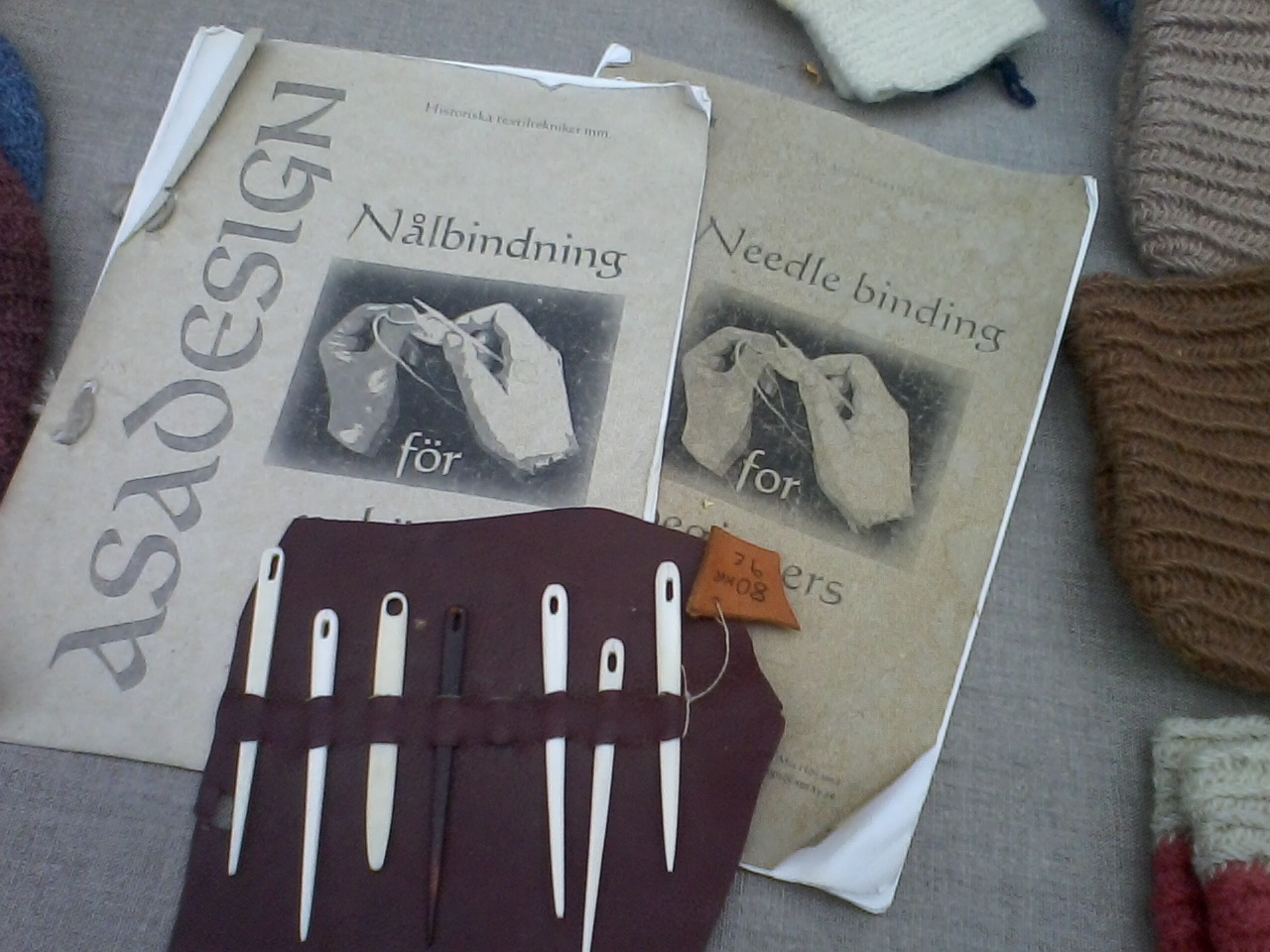
A technikához használatos tűk – Svédország

A módszerrel rugalmas anyag hozható létre, egy varrótűhöz hasonló, széles és gyakran lapos tű és rövid fonaldarab segítségével. A hurkokat gyakran hüvelykujjal mérik. Legegyszerűbb formájában a tű áthalad egy mag hurkon, hogy egy újabb hurkot hozzon létre, gondosan ügyelve arra, hogy egyiket se húzza össze csomóvá. Ekkor a tű az új hurkon halad át, egészen addig ismételve a folyamatot, amíg elő nem áll egy sornyi szem. Ezután a folyamat nem az előző szem, hanem az előző sor felhasználásával folytatódik. Szemben a levegőszemekkel kezdődő horgolással, a tűkötés első sora már a mintát követheti. Csőszerű termék előállításakor a munka csavarvonalban halad, így készülnek zoknik és kesztyűk. Lapos termékek készítéséhez a sor végén meg kell fordulni, és másik irányba megismételni a folyamatot.
A kézimunkázók ma a Hansen-kóddal írják le a tűkötéses technikákat, illetve mintákat. A kódot Egon Hanson hozta létre,  aki a dán Moesgård Museum munkatársa volt, mint textilrekonstrukciós szakértő. A kód a tű útját követi a már elkészült anyagon át. Ha felülről megy, akkor azt O jelzi; ha alulról, annak jele U. A / azt jelzi, hogy a tű irányt vált, és most azokba fog belehurkolni, amiken már áthaladt. A kihagyott szemeket () jelöli. Ha több irányváltás van, akkor : kerül a kód megfelelő helyére. Az előző sorral a kapcsolatot F jelzi, ha elölről, és B, ha hátulról halad át az előző sor szemein. Itt számokat is használnak, hogy ne kelljen túl sokszor ismételni a betűket, hanem kiírják, hogy hány szemen hogyan halad át a fonal. Az így leírt szemek különböznek megjelenésükben, textúrájukban, rugalmasságukban.
Például a Coppergate-zokni York-kötéssel készült, amelynek kódja  UU/OO O F2. Ezzel szemben az Ålse-kötést Ålse kódolja. Egyesek szeretik felső indexbe tenni az átugrott szemek korát, mivel így jobb áttekintést kapnak, mint zárójelekkel és kettőspontokkal.
A tűkötéshez többnyire gyapjút választanak, mivel az egyes rövid fonaldarabok nedvesen könnyen összesodorhatók, így a fonal folytonosnak látszik. A gyapjú nemezelődik is, így a szálak másfajta rögzítésére nincs is szükség. Azonban használnak más alapanyagú fonalakat is, ezeket máshogy rögzítik egymáshoz.
A Coppergate-zokni készítésekor a fonalat átvezették az előző sor két szemén, ugyanabban a sorban az előző szemen és még két korábbi szemen; így rugalmas, vastag, nehéz anyagot hoztak létre. A munkát a lábujjaknál kezdték, és körkörösen haladtak tovább. A fonalvégeket beledolgozták az anyagba, vagy pedig szálakra bontották és összefonták. Bővítéshez többlet szemet képeztek, fogyasztáskor kihagytak egy szemet a hurkolásból. A sarkot többször hátraforgatták önmagán, hogy kialakítsák formáját.
Blogokon, fórumokon, különféle weboldalakon megtalálhatók  különféle szemek készítésének leírása, így az Oslo-, az Åsle- és a Mammen-szemeké is. Sokan igyekeznek feleleveníteni régi idők kézimunkájának felelevenítésében, és képesek segíteni az újaknak a technikák elsajátításában.
Két alaptechnika van: a szabadkézi és a hüvelykfogásos. Szabadkézi technika esetén a Hansel-formula már az első sorban használható, a visszaöltés kihagyásával. Az első szem után az egyes szemek az előzőbe ölthetők vissza. Hüvelykfogásos technika esetén a szemet létrehozó összes öltést egyszerre veszik fel a tűre, és csak utána húzzák meg. Itt a formula követése irritációt okoz. A hüvelykfogásos technika újabb módszer, amivel akár nyolc hurkon is át lehet menni, a hüvelykujjat mértékként használva, ugyanis ekkor az új hurkot a hüvelykujj köré vetik. Ha nem szabályozzák így a hurok meghúzását, akkor a hurkot egy csomóba rántanák össze.
A kezdők elsőként az Oslo-kötést tanulják meg, amelyben három hurok rögzít egy szemet. Az első sor szemeit egy vagy két szemen húzzák át, választható módon. Az Oslo-kötés elnevezést egy régészeti lelet után adták.

## Összehasonlítás a kézikötéssel
Többször is lassabbnak és munkaigényesebbnek nevezték, mint a kötést. Ez nem biztos, hogy igaz, különösen az egyszerűbb szemek esetén, mint az Oslo-, Mammen- és Brodén-szemek. Habár a szemek képzése több időbe telik, mint kötéskor, maga a tűkötés nem lassabb, hiszen az egyes sorok 2–3-szor olyan magasak. Könnyebb a vállaknak, hátnak és kéznek. A tűkötött anyag sűrűbb és tartósabb, mint a kötött.  Peruban és Iránban zoknikat, Skandináviában kalapokat, kesztyűket és más meleg ruhadarabokat készítenek vele.
Gyakori hiba azt hinni, hogy a tűkötés jobb, mint a kézikötés, mivel nagyobb ügyességet igényel. Ezzel szemben a tűkötést könnyű megtanulni, és megfelelő instrukciókkal a bonyolultabb technikákat összehasonlíthatóan kevés tudással is el lehet sajátítani. Különböző textíliák hozhatók létre vele vele, vastagokat, vékonyakat, rugalmasakat, mereveket, a technikától függően. Ugyanígy tévedés azt állítani, hogy a kötés a jobb. Ezek különböző technikák, és mindegyiknek megvan a maga helye.
A tűkötés nem bomlékony, ezért a fonalvégek eldolgozásán kívül nem igényel speciális lezárást.

## Fordítás
- Ez a szócikk részben vagy egészben  a   Nålebinding című angol Wikipédia-szócikk fordításán alapul.  Az eredeti cikk szerkesztőit annak laptörténete sorolja fel. Ez a jelzés csupán a megfogalmazás eredetét és a szerzői jogokat jelzi, nem szolgál a cikkben szereplő információk forrásmegjelöléseként.
- Ez a szócikk részben vagy egészben  a   Nadelbinden című német Wikipédia-szócikk fordításán alapul.  Az eredeti cikk szerkesztőit annak laptörténete sorolja fel. Ez a jelzés csupán a megfogalmazás eredetét és a szerzői jogokat jelzi, nem szolgál a cikkben szereplő információk forrásmegjelöléseként.